# Mont Fleuri

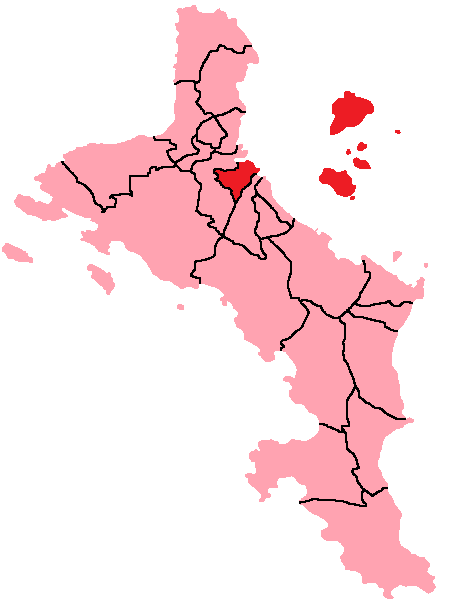
Położenie dystryktu Mont Fleuri na wyspie Mahé

Mont Fleuri – dystrykt położony w północno-wschodniej części wyspy Mahé oraz na kilku mniejszych wysepkach; 3 611 mieszkańców (2002).